# Saint-Nabord-sur-Aube
Saint-Nabord-sur-Aube – miejscowość i gmina we Francji, w regionie Grand Est, w departamencie Aube.
Według danych na rok 1990 gminę zamieszkiwało 131 osób, a gęstość zaludnienia wynosiła 15 osób/km².